# Лозовое (Астраханский район)
Лозо́вое (каз. Лозовое) — село в Астраханском районе Акмолинской области Казахстана. Входит в состав Первомайского сельского округа. Код КАТО — 113653300.

## География
Село расположено на левом берегу реки Ишим, в юго-восточной части района, на расстоянии примерно 30 километров (по прямой) к юго-востоку от административного центра района — села Астраханка, в 5 километрах к северо-западу от административного центра сельского округа — села Первомайка.
Абсолютная высота — 310 метров над уровнем моря.
Ближайшие населённые пункты: село Петровка — на северо-востоке, село Первомайка — на юго-востоке, село Приишимка — на северо-западе.

## История
На месте, где ныне расположено село Лозовое, ранее находилась так называемая тринадцатая точка Карлага. Сюда в 1936 году были выселены поляки и немцы с Украины.
Село Лозовое было образовано как второе отделение совхоза «Первомайский».

## Население
В 1989 году население села составляло 459 человек (из них поляки — 40 %).
В 1999 году население села составляло 413 человек (200 мужчин и 213 женщин). По данным переписи 2009 года в селе проживало 397 человек (195 мужчин и 202 женщины).
| Численность населения | Численность населения | Численность населения |
| 1989                  | 1999                  | 2009                  |
| --------------------- | --------------------- | --------------------- |
| 459                   | ↘413                  | ↘397                  |

## Улицы[5]
- ул. Степная